# Liste des rues de Laeken
Pour les articles homonymes, voir Laeken (homonymie).
Ci-dessous, la liste des rues de Laeken, section de la commune belge de Bruxelles.

Ces adresses ont le code postal 1020.

## A
- Avenue des Amandiers
- Rue Albert
- Avenue des Amandiers
- Avenue de l'Amarante
- Avenue de l'Amphore
- Avenue de l'Araucaria
- Avenue de l'Arbre Ballon
- Rue des Artistes
- Avenue des Athlètes
- Avenue de l'Atomium
- Place de l'Atomium

## B
- Sentier du Basset
- Avenue Adrien Bayet
- Place de Belgique
- Rue de Beyseghem, aussi sur Neder-Over-Heembeek
- Boulevard Émile Bockstael
- Place Émile Bockstael
- Rue Karel Bogaerd
- Rue Jan Bollen
- Avenue Prudent Bols
- avenue de Bouchout
- Sentier du Boxer
- Avenue Albert Brachet
- Rue Breesch
- Rue de la Briqueterie
- Place Hervé Brouhon
- Passage Olivier Brunel
- Avenue de la Bugrane
- Avenue des Buissonnets
- Avenue de Busleyden

## C
- Square Cardinal Cardijn
- Boulevard du Centenaire
- Place du Centenaire
- Passage Chambon
- Rue du Champ de l'Eglise
- Rue du Champ de la Couronne
- Avenue du Championnat
- Rue de la Chanterelle
- Sentier du Chien de Berger
- Rue des Chrysanthèmes
- Rue de la Ciboulette
- Cimetière de Laeken
- Rue de Ciplet
- Avenue de la Cité Modèle
- Square de la Cité Modèle
- Allée des Citronniers
- Avenue des Citronniers
- Place des Citronniers
- Rampe des Citronniers
- Rue Claessens
- Square Clémentine
- Rue Antoine Clesse
- Rue du Cloître
- Sentier du Cocker
- Jardin Colonial
- Square des Combattants
- Avenue du Comte Moens de Fernig
- Rue de la Comtesse de Flandre
- Rue Arthur Cosyn
- Rue du Cresson
- Avenue Jean Joseph Crocq
- Avenue des Croix de Feu

## D
- Rue Théophile De Baisieux
- Avenue Jean de Bologne
- Rue de Ciplet
- Rue Andrée De Jongh
- Rue de l'Aubespin
- Rue Gustave Demanet
- Rue Charles Demeer
- Rue Albert De Meyer
- Rue Maurice De Moor
- Boulevard de Smedt de Naeyer
- Rue de Vrière
- Rue De Wand
- Rue de Wautier
- Rue Emile Delva
- Rue Gustave Demanet
- Rue Charles Demeer
- Avenue Jean-Baptiste Depaire
- Rue Mathieu Desmaré
- Rue du Disque
- Rue Draps-Dom
- Rue Drootbeek
- Rue Duysburgh
- Avenue de la Dynastie
- Place de la Dynastie

## E
- Avenue des Ebeniers
- Rue de l'Entrepôt
- Esplanade

## F
- Avenue Ferdauci
- Rue Fineau
- Jardins du Fleuriste
- Avenue du Football
- Avenue du Forum
- Rue Fransman
- Avenue du Frêne
- Avenue du Fusain

## G
- Rampe Gauloise
- Rue du Gaz
- Avenue Général de Ceuninck
- Rue des Genévriers
- Rue Gustave Gilson
- Avenue du Gros Tilleul
- Rue de la Grotte

## H
- Avenue du Hallier
- Rue de Heembeek
- Avenue des Hêtres Pourpres
- Rue Jean Heymans
- Rue du Heysel
- Rue courte du Heysel
- Rue des Horticulteurs
- Avenue Houba-de Strooper
- Rue Eugène Hubert
- Avenue Huldergem

## I
- Avenue Impératrice Charlotte

## J
- Rue Jacobs-Fontaine
- Rue Paul Janson
- Rue du Javelot
- Jardin des Justes
- Avenue Jean Baptiste Depaire

## K
- Rue Ketels
- Rue du Knijf
- Avenue Edouard Kufferath

## L
- Parc L28
- Rue du Labrador
- Parc de Laeken
- Avenue Laënnec
- Rue Laneau
- Rue Jean Laumans
- Rue de la Lavande
- Rue Ledeganck
- Rue Dieudonné Lefèvre
- Rue Léopold Ier
- Rue François Lesnino
- Sentier du Lévrier
- Avenue de Lima
- Rampe du Lion
- Rue du Lion
- Avenue des Liserons
- Clos du Lodaal
- Drève du Long Bonnier
- Place du Lotus

## M
- Rue Victor Mabille
- Avenue de Madrid
- Avenue des Magnolias
- Place de la Maison Rouge
- Avenue de Marathon
- Rue Marie-Christine
- Avenue Ernest Masoin
- Rue Médori
- Rue Mellery
- Rue Meyers-Henneau
- Avenue de Meysse
- Rue Mode-Vliebergh
- Rue de Molenbeek
- Avenue Monplaisir (aussi Schaerbeek)
- Rue du Mont Saint-Alban
- Rue de Moorslede
- Allée des Moutons
- Place du Mutsaert à la frontière avec Vilvorde et Grimbergen

## N
- Rue de la Navigation
- Neerleest
- Rue Yvonne Nèvejean
- Avenue Richard Neybergh
- Rue Niellon
- Avenue de la Nivéole
- Parvis Notre-Dame

## O
- Rond-point Jean Offenberg
- Parc d'Osseghem

## P
- Avenue des Pagodes
- Rue des Palais Outre-Ponts
- Avenue Jean Palfyn
- Square Jean Palfyn
- Rue du Pannenhuys
- Avenue des Pagodes
- Avenue du Parc Royal
- Avenue de la Passerelle
- Avenue de la Passerelle Prolongée
- Jardin du Pavillon Chinois
- Chemin du Perce-Neige
- Rue des Pivoines
- Place Alexandre Pouchkine
- Square Prince Léopold
- Rue Princesse Clémentine
- Rue Profonde
- Avenue Prudent Bols

## R
- Rue Charles Ramaekers
- Avenue de la Reine (aussi Bruxelles-ville et Schaerbeek)
- Avenue de la Reine des Prés
- Rue Reper-Vreven
- Avenue des Robiniers
- Chaussée Romaine
- Rampe Romaine
- Rue du Romarin
- Avenue Rommelaere
- Avenue Richard Neybergh
- Rue du Rubis

## S
- Place Saint-Lambert
- Drève Sainte-Anne
- Rue du Sansonnet
- Avenue de la Sariette
- Rue de la Sauge
- Drève des Saules
- Rue Gustave Schildknecht
- Avenue des Seringas
- Sentier du Setter
- Rue du Siphon
- Avenue Jean Sobieski
- Parc Sobieski
- Avenue des Sports
- Place Louis Steens
- Rue Stéphanie
- Rue Félix Sterckx
- Rue Alfred Stevens
- Rue Stevens-Delannoy
- Rue Steyls
- Avenue Stiénon
- Rue Hubert Stiérnet
- Rue Pierre Strauwen
- Rue Stuyvenbergh

## T
- Rue Tacquet
- Rue Ter Plast
- Avenue Thiriar
- Rue Thys-Vanham
- Rue Tielemans
- Rue du Tivoli
- Rue Edmond Tollenaere
- Rue de la Tour Japonaise
- Avenue des Trembles

## U
- Impasse des Usines

## V
- Avenue Émile Van Ermengem
- Place Arthur Van Gehuchten
- Rue Van Gulick
- Avenue van Praet
- Pont Van Praet
- Rue Ernest Vander Aa
- Rue du Verdier
- Rue Verhoeven
- Rue du Verregat
- Avenue de Versailles
- Rue des Vignes
- Square du Vingt-et-un Juillet

## W
- Avenue Wannecouter
- Clos Wannecouter
- Rue Alphonse Wauters
- Rue Emile Wauters
- Place Joseph Benoît Willems
- Rue Louis Wittouck

## Y
- Quai des Yachts

## Z
- Rue de Zandberg

- Haut – A
- B
- C
- D
- E
- F
- G
- H
- I
- J
- K
- L
- M
- N
- O
- P
- Q
- R
- S
- T
- U
- V
- W
- X
- Y
- Z